# Bahnhof Torgelow
Der Bahnhof Torgelow in Torgelow (Mecklenburg-Vorpommern) liegt an der Bahnstrecke Jatznick–Ueckermünde und sein Empfangsgebäude steht unter Denkmalschutz.

## Geschichte
Der Bahnhof wurde am 20. April 1884 zusammen mit der Strecke eröffnet. Das ein- und zweigeschossige verklinkerte historisierende Gebäude mit einem Mansard- und einem Walmdach stammt ebenfalls von damals. Der Bahnhofskomplex gehört seit 2015 der Stadt Torgelow.
Seit 2013 werden die Züge von DB Regio betrieben.
Der Bahnhof wurde 2018 barrierefrei ausgebaut mit einer Verzahnung von Bus, Bahn und Fahrdiensten. Dabei wurde der Zwischenbahnsteig entfernt und ein neuer Außenbahnsteig errichtet.
Bis 2026 soll das Empfangsgebäude für rund 5,3 Millionen Euro saniert werden. Anschließend soll es von den Stadtwerken und Verkehrsgesellschaft Vorpommern-Greifswald genutzt werden. Ende 2024 erhielt die Stadt Torgelow dafür fast vier Millionen Euro Fördermittel.

## Anbindung
Torgelow wird im Zweistundentakt von der Regional-Express-Linie RE 4 bedient. Über diese besteht Anschluss nach Ueckermünde und Pasewalk, teilweise weiter bis Bützow.